# Cursor Mundi
Cursor Mundi (latim), traduzido como Corredor do Mundo, é um poema histórico e religioso do inglês médio de quase 30.000 versos escrito por volta de 1300 d.C por um autor desconhecido.
O poema resume a história do mundo conforme descrito na Bíblia cristã e outras fontes, com material adicional extraído principalmente da Historia Scholastica. Ele é encontrado, completo ou como um fragmento, em dez manuscritos e em duas versões distintas: um assim chamado original "do norte" e uma adaptação do sul. A adaptação do sul foi descrita como "uma tentativa de adaptar um texto mais antigo a um mercado em mudança".
O Cursor Mundi é dividido de acordo com as sete idades da história da salvação.
Foi originalmente escrito em algum lugar do norte da Inglaterra. Isso foi determinado pela análise de peculiaridades de construção e vocabulário. No entanto, nada foi aprendido sobre o autor, exceto que ele era um clérigo. Isso é oferecido no próprio texto. Ele deve ter vivido no final do século XIII e no início do século XIV, e seu poema é conjeturalmente atribuído a cerca do ano 1300. É principalmente escrito em dísticos de oito sílabas, exceto no relato da Paixão de Cristo, onde o autor adota uma nova métrica de versos rimados alternadamente de oito e seis sílabas. O poeta considera a Bíblia uma das muitas fontes da história da igreja. Ele se concentra nos personagens: Jesus e Maria são as figuras centrais.
De acordo com o prefácio da The Early English Text Society, o Cursor Mundi é uma coleção de versões comoventes e vívidas de histórias organizadas “de uma maneira ordenada, enciclopédica, mas fundamentalmente digressiva”. Um estudioso moderno raramente encontraria uma enciclopédia com o tamanho e o vasto conteúdo do Cursor Mundi. Na verdade, dois empreendimentos modernos do projeto somam mais de sete volumes: The Early English Text Society e uma versão sulista do texto escrita em cinco volumes (The Ottawa Project) simplesmente por causa do tamanho do texto. Ambas as versões são meras adaptações da versão original do Norte.

Embora o poema trate da história universal, o autor procura dar unidade à sua obra agrupando-a em torno do tema da redenção do homem. Ele se apresenta como um pastor escolhido por causa de seus talentos. Ele explica em um prólogo elaborado como as pessoas gostam de ler antigos romances relacionados a Alexandre, o Grande, Júlio César, Tróia, Bruto, Rei Arthur, Carlos Magno etc., e como apenas os homens que amam "amantes" são estimados. Mas o amor terreno é vão e cheio de decepções.
Therefore bless I that paramour [i. e. Our Lady]

That in my need does me succour

That saves me on earth from sin

And heaven bliss me helps to win.

Mother and mayden nevertheless

Therefore of her took Jesu flesh.
Ele continua dizendo que seu livro foi escrito em homenagem a Maria e tem como objetivo falar sobre a Velha e a Nova Lei e todo o mundo, da Trindade, a queda dos Anjos, de Adão, Abraão, os patriarcas, a vinda de Cristo, Seu nascimento, Sua vida pública, Sua Paixão, Crucificação e do "Terror do Inferno". Daí ele irá para a Ressurreição e Ascensão, a Assunção de Nossa Senhora, o Achado da Cruz e então para o Anticristo e para o Dia da Perdição. Como apêndice devocional, o autor também se propõe a tratar do luto de Maria sob a cruz e de sua concepção.
| Þis ilk bok es translate into Inglis tong to rede for the love of Inglis lede, Inglis lede of Ingland, for the commun at understand | This book is translated into the English tongue as advice for the love of English people, English people of England, for all to understand |
| | |

Isso é realizado com habilidade literária e um sentimento devocional. O autor mostra-se um homem de ampla leitura. Embora sua principal autoridade seja a Historia Scholastica de Pedro Comestor, ele se familiarizou com uma série de outros livros em inglês, francês e latim, e sua obra pode ser considerada um depósito de lendas, das quais nem todas foram rastreadas até o original fontes. Destaque especial é dado ao longo da obra para a história da Cruz. Isso pode ser porque Santa Helena, a mãe de Constantino, tinha a reputação de ter nascido na Inglaterra e era excepcionalmente popular na Inglaterra.
Depois de elogiar o "olho aguçado para o pitoresco" do autor, um crítico da Cambridge History of English Literature observou: "A forte humanidade que perpassa toda a obra é uma de suas características mais atraentes e mostra que o escritor estava cheio de simpatia por seus semelhantes. "
O poema foi escrito no início do inglês médio. Suas quase 30.000 linhas de dísticos de oito sílabas são linguisticamente importantes como um registro sólido do dialeto inglês da Nortúmbria da época e, portanto, é a obra isolada mais frequentemente citada no Oxford English Dictionary.
O Cursor Mundi interpola material de fontes hagiográficas, incluindo The Golden Legend e vários ciclos lendários latinos. Sua descrição das origens da Vera Cruz incorpora duas fontes lendárias diferentes.